# Perizoma albidella
Perizoma albidella là một loài bướm đêm trong họ Geometridae.